# Tuhošť (Švihovská vrchovina)
Tuhošť je vrchol nacházející se v katastrálním území obce Lhovice, ležící 1,5 km jižně od této obce. 1 km jihozápadně od vrcholu Tuhoště se nachází obec Mezihoří a 2,5 km jihovýchodně leží Švihov.
Tuhošť patří do Švihovské vrchoviny resp. jejích podcelků Chudenická vrchovina a Korábská vrchovina. Je sopečného původu a před 3 000 lety se na něm nacházelo pravěké hradiště.